# Ерих Фрид (награда)
Литературната награда „Ерих Фрид“ (на немски: Erich-Fried-Preis) е учредена от Международното дружество за език и литература Ерих Фрид във Виена.
Отличието се раздава ежегодно от федералното канцлерство на Република Австрия, отдел „Изкуство“, с цел „да се поддържа жива паметта за значимия австрийски писател Ерих Фрид“.
Наградата е на стойност 15 000 €.

## Носители на наградата (подбор)
- Кристоф Хайн (1990)
- Бодо Хел (1991)
- Роберт Шиндел (1993)
- Йорг Щайнер (1994)
- Елке Ерб (1995)
- Паул Ницон (1996)
- Герт Йонке (1997)
- Роберт Менасе (2003)
- Марсел Байер (2006)
- Петер Уотърхаус (2007)
- Терезия Мора (2010)
- Томас Щангл (2011)
- Юдит Херман (2014)